# فريدريك س. بوك
فريدريك س. بوك (بالإنجليزية: Frederick C. Bock)‏ هو طيار أمريكي، ولد في 18 يناير 1918 في غرينفيل في الولايات المتحدة، وتوفي في 25 أغسطس 2000 في سكوتسديل في الولايات المتحدة بسبب سرطان.